# NGC 7281
NGC 7281 ist ein offener Sternhaufen im Sternbild Cepheus. Er wurde am 5. Oktober 1829 von John Herschel entdeckt und wird auch als OCL 238 bezeichnet.